# Dança curda

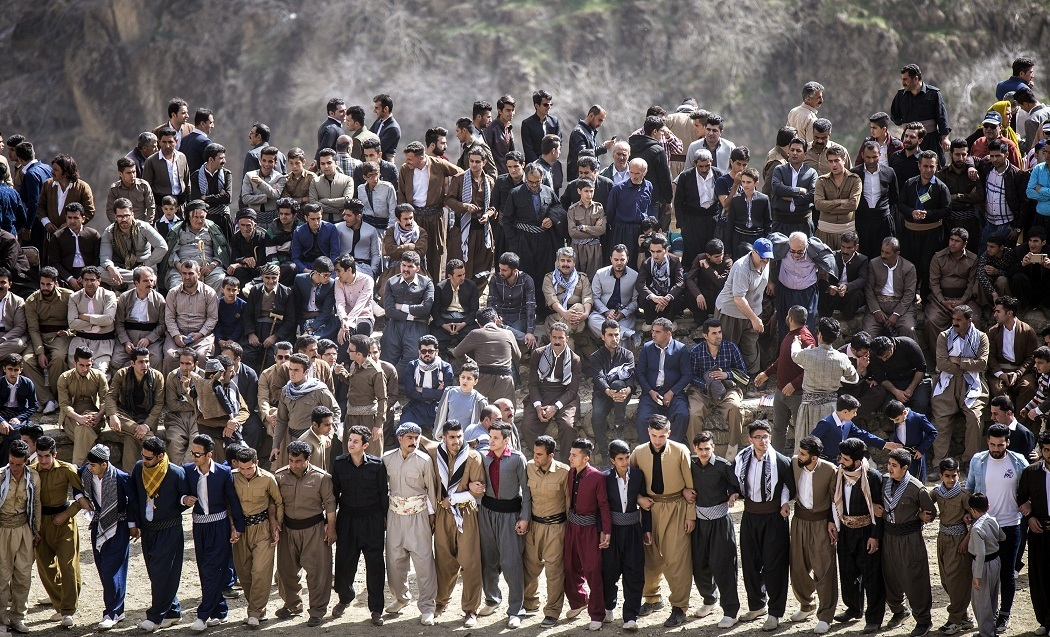
Dança folclórica curda durante as celebrações do Nowruz.

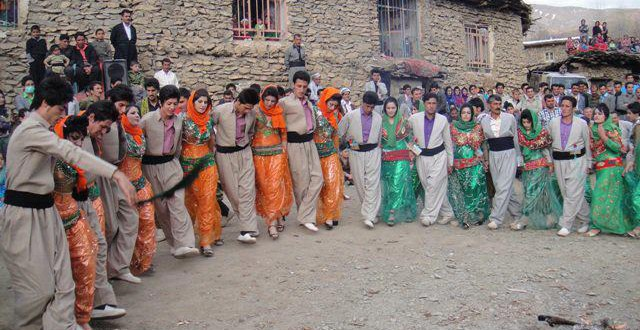
Danças curdas mistas.

Danças curdas (em curdo: Govend, Dîlan, Helperkê, Helperge, Şayî; دیلان , گۆڤەند , ھەڵپەڕگە , ھەڵپەڕکێ , شایی) são um grupo de danças tradicionais entre os curdos. É uma forma de dança circular, com um único ou um casal de dançarinos de figura frequentemente adicionados ao centro geométrico do círculo de dança. Às vezes, músicos tocando um tambor ou um instrumento de sopro de palheta dupla conhecido como zurna, acompanham os dançarinos. Frequentemente, há dançarinos girando lenços que lideram o grupo de dançarinos em semicírculo. Os dançarinos, geralmente as mulheres, mas também, em algumas ocasiões, os homens, vestem roupas tradicionais curdas. Os curdos dançam em várias ocasiões, como festivais curdos, aniversários, Ano Novo, Newroz, casamento e outras cerimônias e as danças têm vários nomes que geralmente se relacionam com nomes e tradições locais. É digno de nota que essas danças folclóricas são mistas, o que distingue os curdos de outras populações muçulmanas vizinhas. Em 3 de março de 2023, a polícia iraniana fechou um centro esportivo por causa de danças curdas mistas.